# 小行星12154
小行星12154（12154 Callimachus）是一颗绕太阳运转的小行星，为主小行星带小行星。该小行星于1971年3月19日发现。

## 轨道参数
小行星12154的轨道半长轴为451 201 230 km，3.0160510 UA，离心率为0.059。